# 群馬県道271号月夜野下牧線

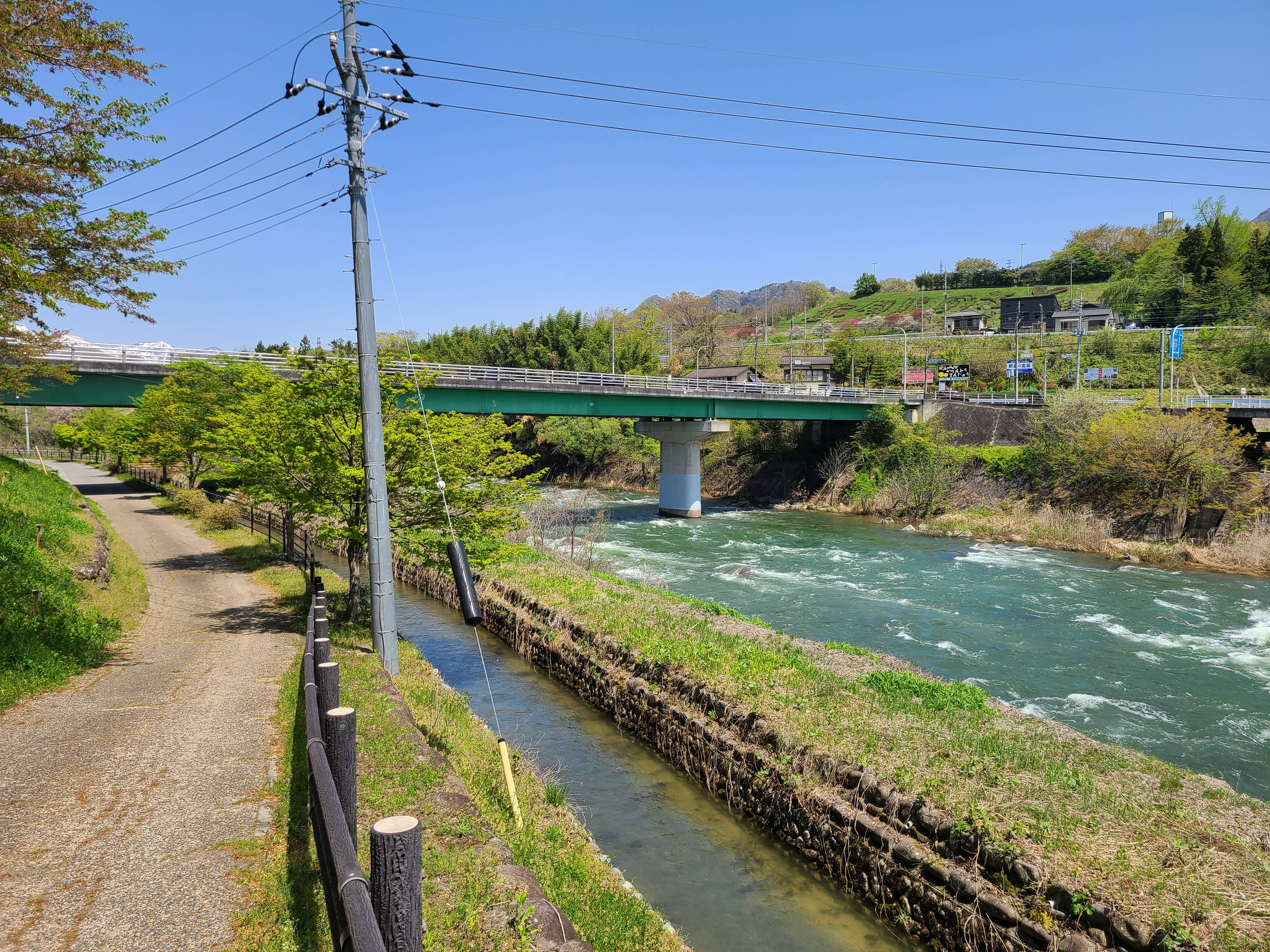
利根川に架かる矢瀬橋。右は群馬県道61号沼田水上線との交点・下牧交差点。

群馬県道271号月夜野下牧線（ぐんまけんどう 271ごう つきよのしももくせん）は、群馬県利根郡みなかみ町月夜野から同町下牧までを結ぶ県道である。

## 路線データ
- 起点：利根郡みなかみ町月夜野
- 終点：利根郡みなかみ町下牧

## 沿革
- 1977年（昭和52年）3月4日：群馬県より道路法に基づき、月夜野下牧線（利根郡月夜野町大字月夜野 - 同郡同町大字下牧、整理番号333）として路線認定される[1]。

## 通過する自治体
- 群馬県
  - 利根郡みなかみ町

## 交差する道路
- 国道291号 - 利根郡みなかみ町月夜野（起点）
- 群馬県道61号沼田水上線 - （終点、下牧交差点）

## 沿線

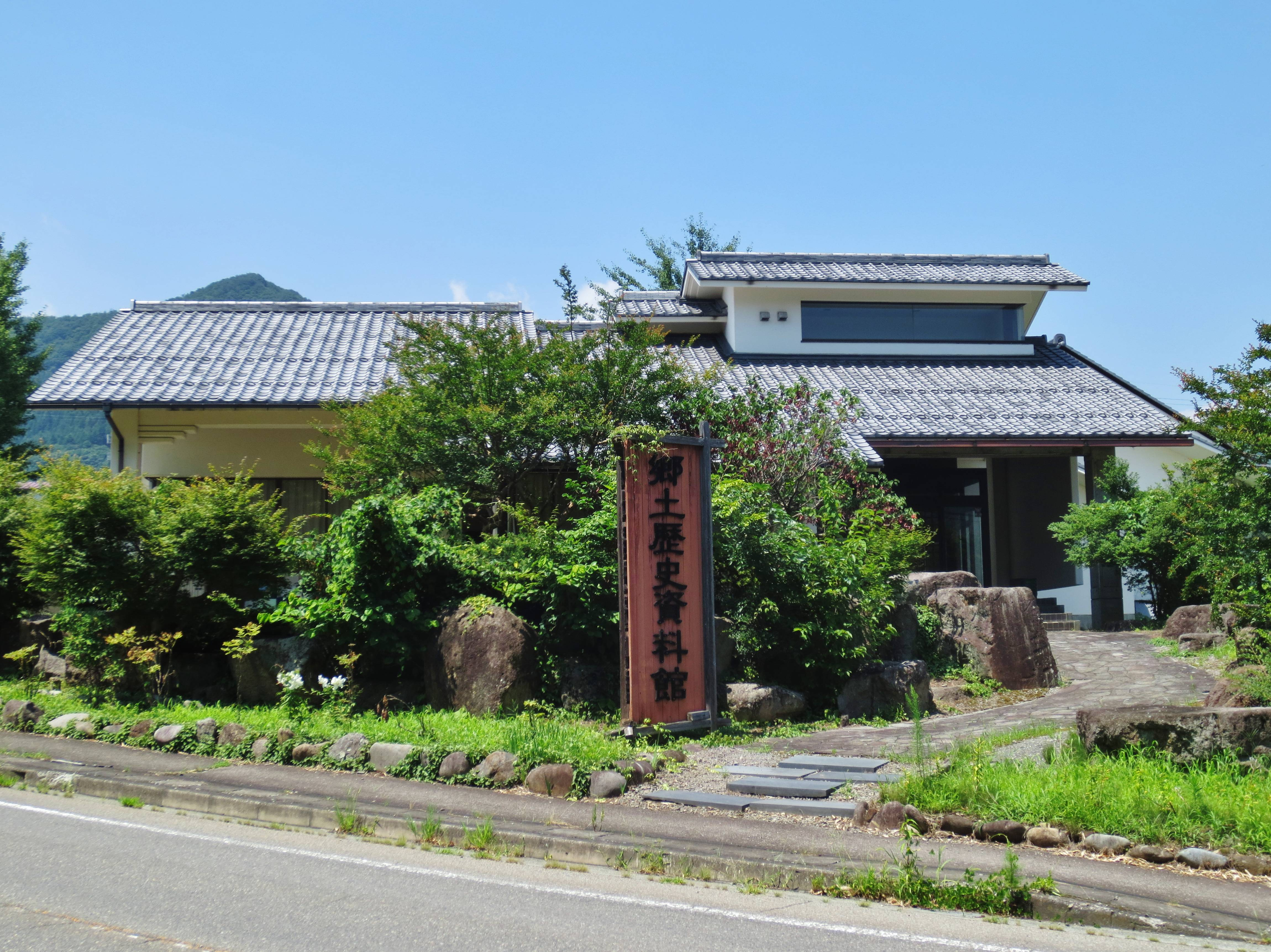
月夜野郷土歴史資料館
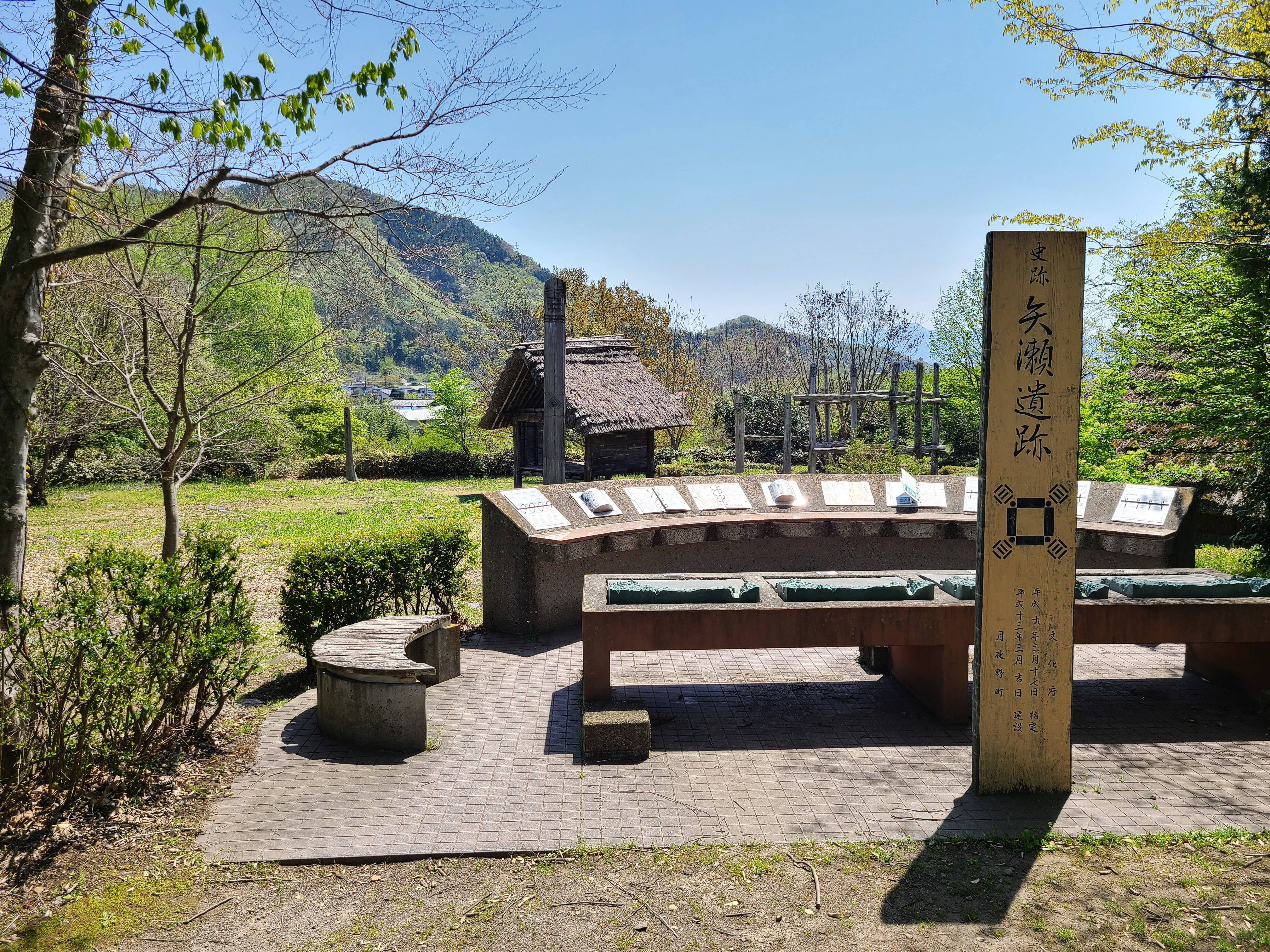
道の駅月夜野矢瀬親水公園（矢瀬遺跡）

- 月夜野郷土歴史資料館
- 矢瀬遺跡